# Ligne télégraphique transaustralienne

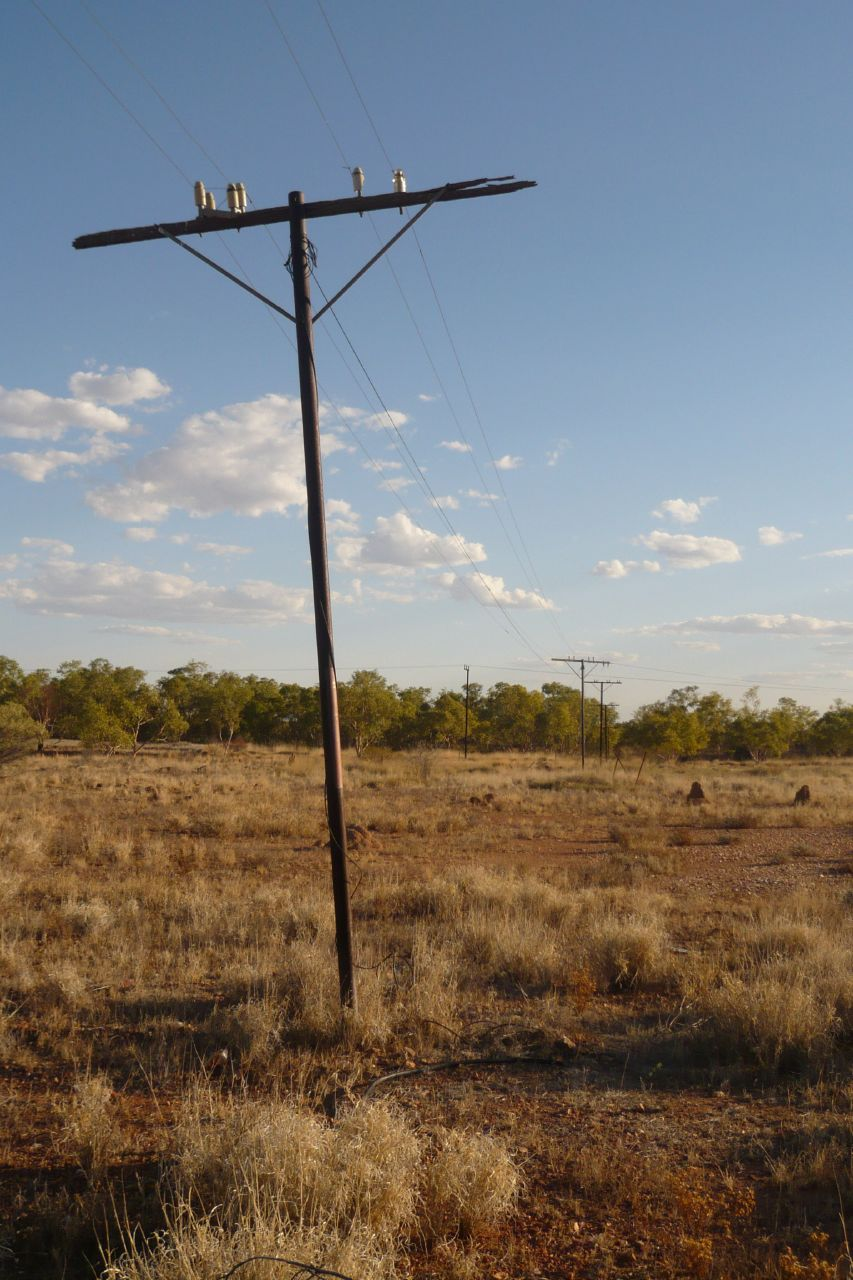
Restes de la ligne télégraphique près de Tennant Creek.

La ligne télégraphique transaustralienne (Australian Overland Telegraph Line) est une ligne télégraphique de 3 200 km reliant Darwin (Territoire du Nord) à Port Augusta (Australie-Méridionale).
Le projet fut défendu et mené à bien par l'astronome, responsable des postes et télégraphes à Adélaïde, Charles Todd.
Achevée en 1872, elle permit une communication rapide entre l'Australie et le reste du monde. Une section supplémentaire a été ajoutée en 1877 avec l'achèvement d'une section en Australie-Occidentale.
Douze stations relais ont été construites tout au long de la ligne. Celle installée à Alice Springs, soit approximativement au centre de la ligne, a été édifiée en 1871 et mise en service l'année suivante. Elle est la mieux conservée de la ligne et transformée en musée. Un opérateur était chargé de recevoir et de renvoyer les messages. Elle comportait des logements, des écuries, une forge et un équipement de batteries électriques. Le personnel était composé d'un chef de station, quatre télégraphistes, une gouvernante-institutrice, un cuisinier et un maréchal-ferrant. Elle a fonctionné jusqu'en 1932.

## Historique

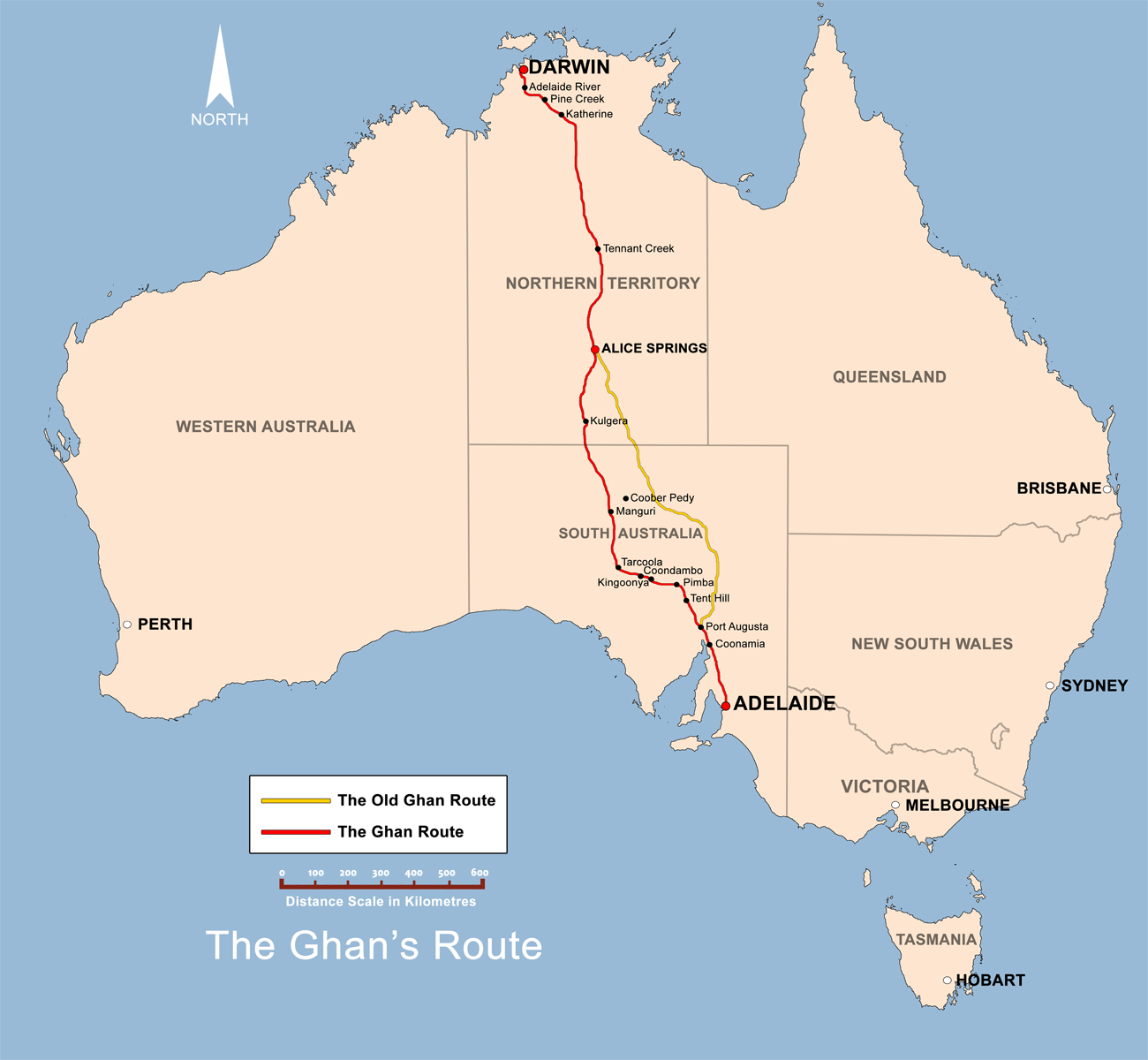
L'ancien tracé du Ghan suivait la ligne télégraphique de 1872.

Dès 1865, Charles Todd, super-intendant des postes à Adélaïde devient obsédé par ce grand projet qu'il défend face à des projets concurrents. La solution de traverser l'Australie par la route suivie par John McDouall Stuart en 1860 est, selon lui, plus économique qu'une solution longeant la côte. Il y a aussi une raison politique : faire d'Adélaïde le centre économique et culturel de l'Australie.
Le travail est divisé en trois sections : sud, centrale et nord. Le premier poteau est planté à Stirling non loin de Port Augusta le samedi 1er octobre 1870. Edward Meade Bagot avait remporté le contrat pour la partie sud, jusque vers Oodnadatta. La partie centrale irait jusqu'à la latitude 18. Les sections sud et centrale progressent sans trop de difficultés, la Simpson's Gap qui permet de franchir les MacDonnell Ranges et atteindre Alice Springs est trouvée le -date-. La partie nord, confiée à Elsey Patterson, rencontre d'énormes difficultés dues au climat. La saison humide et le régime de mousson rendent le terrain impraticable plusieurs mois par an. De plus, Darwin à l'époque n'est pas très développé et ils ne disposent donc pas d'une bonne base arrière. Ils attaqueront finalement par la rivière Roper.
La liaison entre Londres et Darwin est testée le 19 novembre 1871 après que le navire câblier Hibernia ait tiré le câble depuis Java. À cette époque, la ligne n'est pas encore complète et on installe un service de Pony Express pour combler les vides, les messages mettent 7 jours.
...
Le 22 août 1872, deux segments de la ligne sont réunis à Frew's Pond par Patterson et Todd reçoit l'honneur de transmettre le premier message :
WE HAVE THIS DAY, WITHIN TWO YEARS, COMPLETED A LINE OF COMMUNICATIONS TWO THOUSAND MILES LONG THROUGH THE VERY CENTRE OF AUSTRALIA, UNTIL A FEW YEARS AGO A TERRA INCOGNITA BELIEVED TO BE A DESERT +++
Les messages passent enfin entre Darwin et Adélaïde avec seulement sept mois de retard.
Le 21 octobre 1872, le câble sous-marin est réparé après quatre mois d'interruption et les messages de Londres parviennent enfin à Adélaïde (en 7 heures).
...
La réalisation de la ligne, par des centaines d'hommes, dans des conditions difficiles (désert, crues, territoires inconnus), a coûté la vie à cinq personnes.

## Technologie

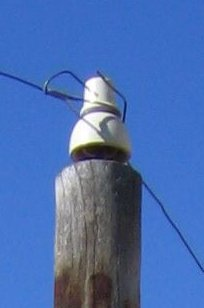
Montage d'un isolateur sur un poteau de bois.

La ligne originale était un unique fil de fer galvanisé Nr 8 (SWG, environ 4 mm de diamètre) reposant sur quelque 40 000 poteaux. La plupart des poteaux étaient faits dans du bois local (Eucalyptus) mais des poteaux métalliques furent utilisés dans les régions tropicales. Certains poteaux furent attaqués par des fourmis blanches (termites). La ligne reposait sur des isolateurs en porcelaine. Le fil de fer galvanisé fut remplacé par du fil de cuivre en (date?).
11 stations de répétitions se trouvaient le long de la ligne. Du sud au nord : Port Augusta, Beltana (en), Marreke (Hergott Springs (en)), The Peak, Oodnadatta, Charlotte Waters (en), Alice Springs, Barrow Creek, Tennant Creek, Daly Waters (en), Katherine, Port Darwin.

## Galerie

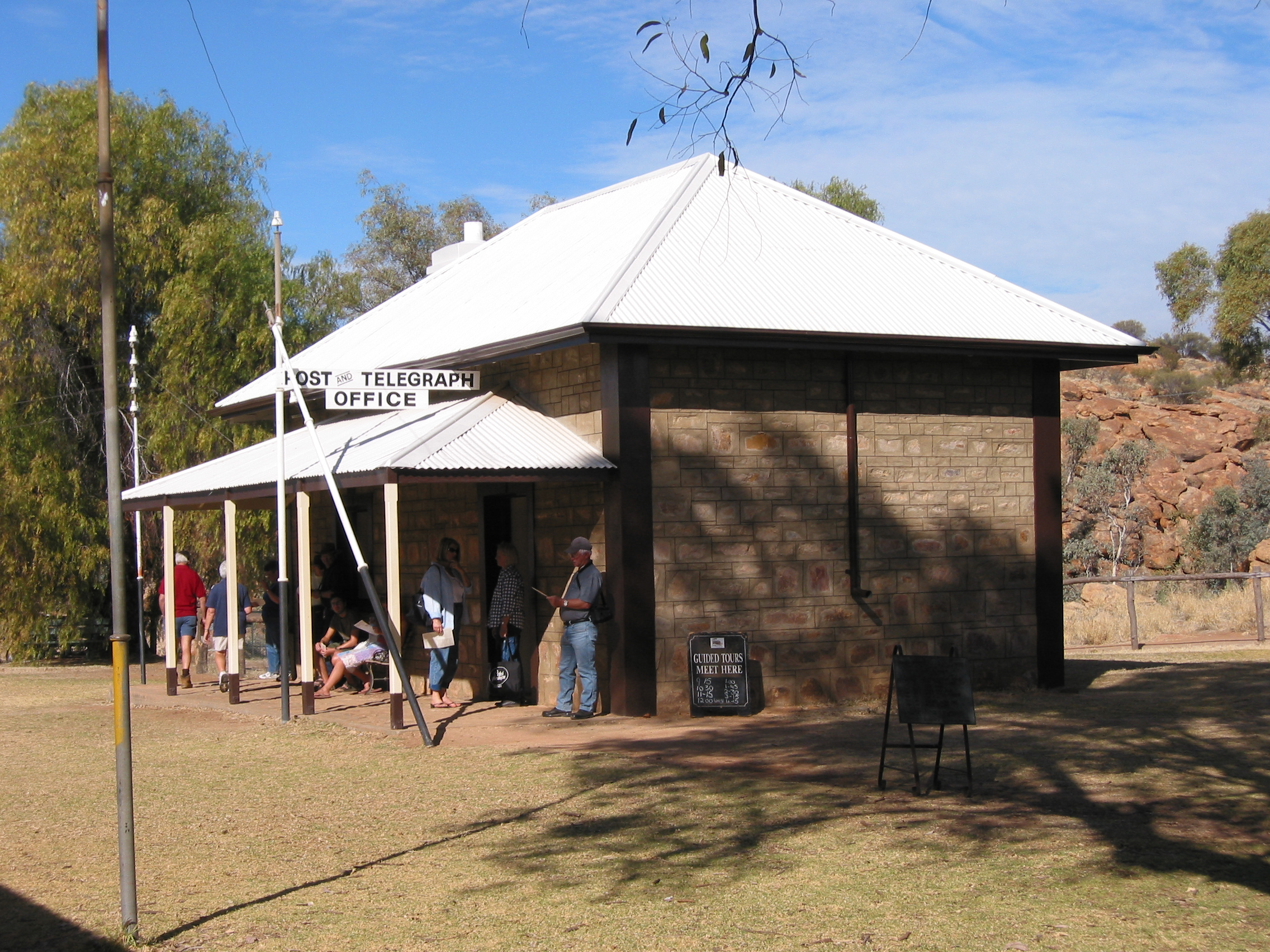
La station d'Alice Springs aujourd'hui.
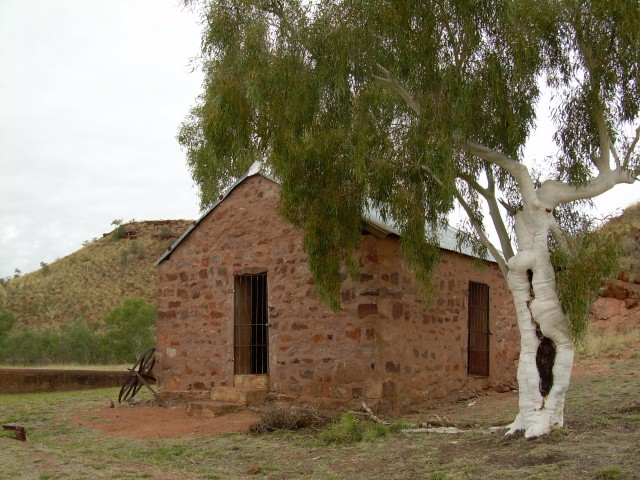
La station de Barrow Creek.
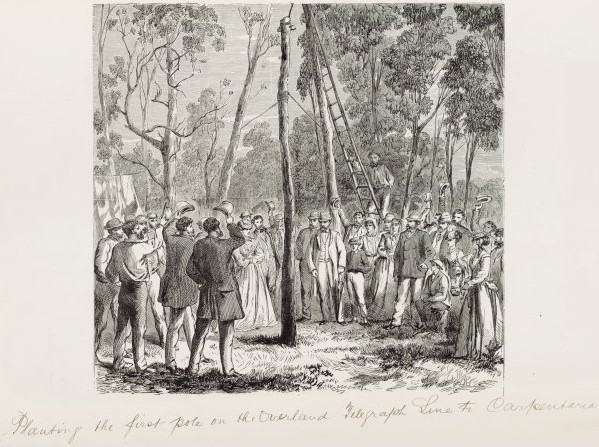
Premier poteau à Adélaïde.
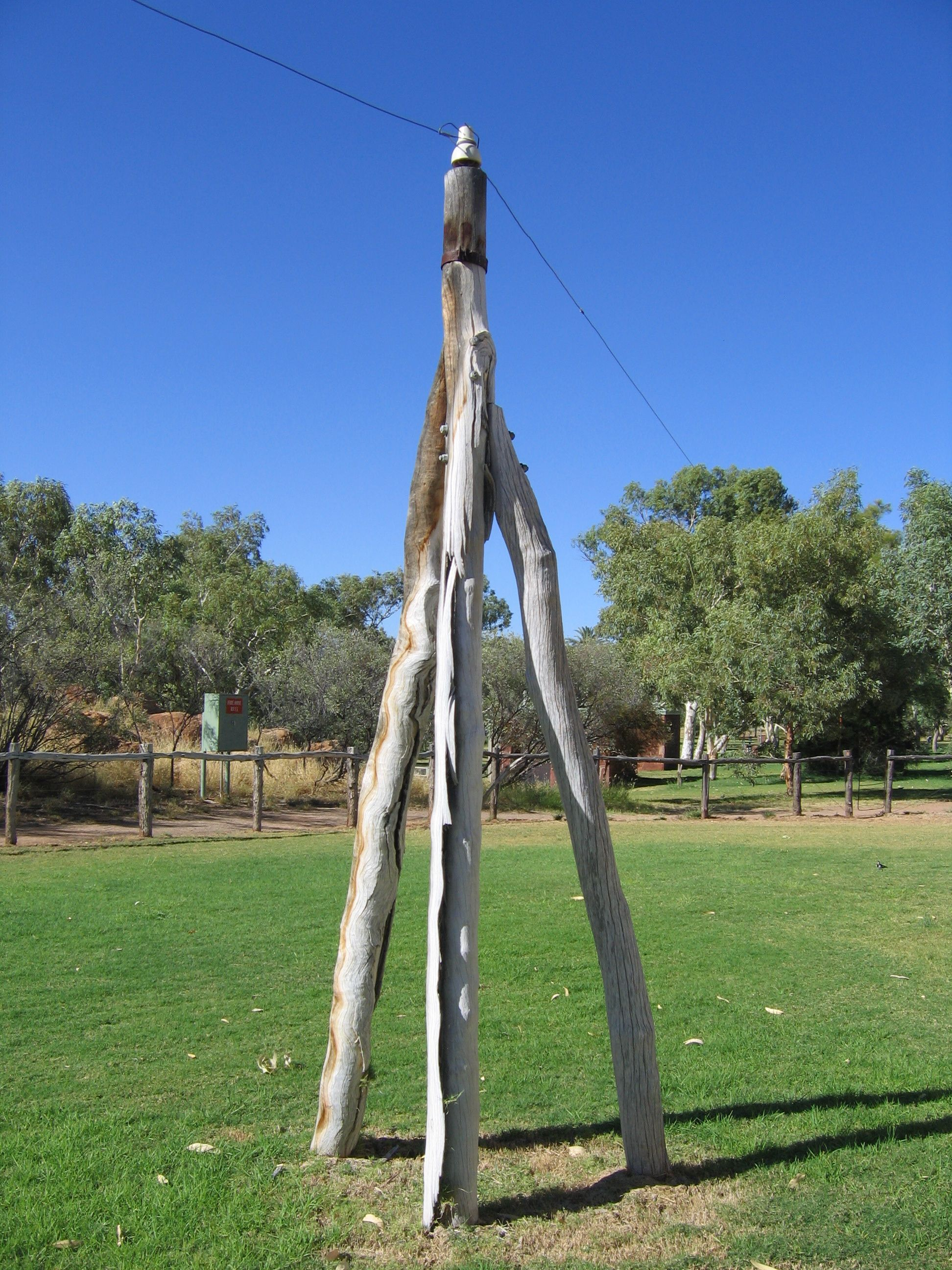
À l'origine, un seul fil.